# Organsko jedinjenje
Organska jedinjenja su jedinjenja koja sadrže ugljenik, a sva druga jedinjenja spadaju u neorganska jedinjenja. Izuzetak predstavljaju ugljen-monoksid, ugljen-dioksid, ugljena kiselina i njene soli karbonati, cijanidi, metalni karbonili (koji spadaju u koordinacione komplekse) i alotropske modifikacije ugljenika kao što je dijamant i grafit koji se ubrajaju u neorganska jedinjenja. Mada organska jedinjenja sačinjavaju samo mali procenat Zemljine kore, ona su od centralnog značaja, jer su sve poznate forme života bazirane na organskim jedinjenjima. Organska jedinjenja nisu samo jedinjenja koja se nalaze u živom svijetu, nego su mnoga od njih sintetizovana i vještački u laboratoriji, a ne nalaze se u živim organizmima. Većina sintetički proizvedenih organskih jedinjenja je ultimatno izvedena iz petrohemikalija koje sadrže samo ugljovodonike.
Organska hemija se bavi proučavanjem organskih jedinjenja. Organska sinteza se bavi načinom njihovog dobijanja.

## Definicije organskih i neorganskih jedinjenja
Iz istorijskih razloga diskutovanih ispod, nekoliko tipova jedinjenja koja sadrže ugljenik, kao što su karbidi, karbonati, jednostavni oksidi ugljenika (na primer, CO i CO2), i cijanidi se smatraju neorganskim. Alotropi ugljenika, kao što su dijamant, grafit, fulereni, i ugljenične nanocevi se obično isključuju, jer su oni jednostavne supstance koje sa sastoje samo od jednog elementa i stoga se generalno ne smatraju hemijskim jedinjenjima.

## Istorija

### Vitalistička teorija
Naziv organska jedinjenja je nastao u doba kada se smatralo da se jedinjenja nađena u živoj prirodi (biljnom i životinjskom svijetu) mogu nastati samo u živim organizmima pod uticajem životne sile (vis vitalis) i ta su jedinjenja nazvana organska, a takvo shvatanje se nazivalo doktrina vitalizma. Ostala jedinjenja nađena u mineralnom svijetu, tj. neživoj prirodi, nazvana su neorganska.
Njemački hemičar Fridrih Veler je sasvim slučajno 1828. godine kada je isparavanjem vodenog rastvora amonijum-cijanata dobio supstancu koju je uspešno identifikovao kao ureju. Urea je jedinjenje koje je i tada bilo poznato i izolovano je iz mokraće životinja, a danas je poznata kao značajan krajnji produkt metabolizma sisara. Velerovom sintezom srušen je postulat da je nemoguće dobiti organsko jedinjenje iz neorganskih prekurzora.
Ovo otkriće predstavljalo je prekretnicu u razvoju organske hemije, koje je dovelo do njene velike ekspanzije. Nakon Velerove sinteze, slijedili su i drugi eksperimenti u kojima su dobijene i druge organske supstance.

### Moderna klasifikacija
I nakon što je osporena vitalistička teorija, zadržana je podjela na organska i neorganska jedinjenja. Iz godine u godinu broj sintetizovanih ugljenikovih jedinjenja se povećavao. Neka od njih nisu bila nađena u prirodi, a imala su osobine slične ostalim do tada poznatim organskim jedinjenjima. S obzirom na sve veći broj sintetizovanih ugljenikovih jedinjenja, radi lakšeg proučavanja je podjela hemijskih jedinjenja na organska i neorganska je zadržana, ali joj je dat novi smisao: organska jedinjenja su jedinjenja ugljenika, a jedinjenja svih ostalih elemenata su neorganska jedinjenja.
Mnoga danas poznata organska jedinjenja nemaju veze nemaju puno veze sa jedinjenjima nađenim u živim organizmima.

## Klasifikacija
Organska jedinjenja mogu biti klasifikovana na razne načine. Prema strukturi ugljenikovog niza (skeleta) organska jedinjenja su podijeljena u dvije velike grupe: Ciklična jedinjenja(atomi ugljenika grade prsten) i aciklična jedinjenja (atomi ugljenika grade otvoren niz).
Ciklična jedinjenja se dijele na karbociklična (prsten je izgrađen samo od C-atoma) i heterociklična (prsten je izgrađen iz C-atoma i jednog ili više heteroatoma, a najčešće azota, kiseonika ili sumpora).
Karbociklična jedinjenja se dalje mogu podijeliti na aliciklična (po hemijskim osobinama slična acikličnim jedinjenjima) i aromatična jedinjenja (jedinjenja koja pokazuju specifične hemijske osobine, različite od acikličnih jedinjenja).
Dalja podjela se vrši prema funkcionalnoj grupi.
Drugi kriterijum za podjelu može biti na jedinjenja koja su nađena u prirodi ili su dobijena vještački.
Takođe, mogu se podijeliti po veličini molekula na male molekule i polimere.

### Prirodna jedinjenja
Prirodna jedinjenja se odnose na ona koja su proizvedena u biljkama ili životinjama. Mnoga od njih se i dalje ekstrahuju iz prirodnih izvora zato što bi bilo preskupo da se proizvode vještački. Primjeri ovih jedinjenja su većina šećera, neki alkaloidi i terpenoidi, određeni hranljivi sastojci kao što je vitamin B12, i u opštem slučaju prirodna jedinjenja sa velikim ili stereoizomerno komplikovanim molekulima koja se nalaze u značajnijim koncentracijama u živim organizmima.
Druga jedinjenja koja su značajna u biohemiji su antigeni, ugljeni hidrati, enzimi, hormoni, lipidi i masne kiseline, neurotransmiteri, nukleinske kiseline, proteini, peptidi i aminokiseline, lektini, vitamini i jestive masti i ulja.

### Sintetička jedinjenja
Sintetička jedinjenja se odnose na jedinjenja koja se dobijaju u laboratoriji reakcijom između drugih jedinjenja. Mogu biti jedinjenja koja su već nađena u biljkama ili životinjama ili ona jedinjenja koja se ne nalaze u prirodi.
Većina polimera (u koje spadaju i razne plastike i gume) su organska jedinjenja.

### Biotehnologija
Mnoga organska jedinjenja — dva primera su etanol i insulin — se proizvode industrijski korišćenjem organizama kao što su bakterije i kvasac. Tipično, DNK organizma se menja da bi se izrazila jedinjenja koja organizam obično ne proizvodi. Mnoga takva jedinjenja stvorena biotehnologijom ranije nisu postojala u prirodi.

## Baze podataka
- CAS baza podataka je najsveobuhvatnije skladište podataka o organskim jedinjenjima. Alat za njenu pretragu je SciFinder is offered.[11][12]
- Bajlštajnova baza podataka sadrži informacije o 9,8 miliona supstanci, pokriva naučnu literaturu od 1771. do danas, a danas je dostupna preko Reaksisa.[13][14] Strukture i veliki diverzitet fizičkih i hemijskih svojstava dostupni su za svaku supstancu, uz reference na originalnu literaturu.
- PubChem sadrži 18,4 miliona unosa o jedinjenjima i posebno pokriva oblast medicinske hemije.

Postoji veliki broj specijalizovanijih baza podataka za različite grane organske hemije.

## Određivanje strukture
Glavni alati su protonska i ugljenik-13 NMR spektroskopija, IR spektroskopija, masena spektrometrija, UV/Vis spektroskopija i rendgenska kristalografija.

## Literatura
- Barbara Czako; Laszlo Kurti (2005). Strategic applications of named reactions in organic synthesis: background and detailed mechanisms. Amsterdam: Elsevier Academic Press.
- Slabaugh, Michael R.; Seager, Spencer L. (2004). Chemistry for today: general, organic, and biochemistry. Australia: Thomson-Brooks/Cole.
- Gallagher, Warren (2006). Lecture 7: Structure Determination by X-ray Crystallography (PDF). Chem 406: Biophysical Chemistry (self-published course notes). Eau Claire, WI, USA: University of Wisconsin-Eau Claire, Department of Chemistry. Приступљено 2014-07-02.
- Ward, S. C.; Lightfoot, M. P.; Bruno, I. J.; Groom, C. R. (2016-04-01). The Cambridge Structural Database. Acta Crystallographica Section B (на језику: енглески). 72. стр. 171—179. ISSN 2052-5206. PMC 4822653 . PMID 27048719. doi:10.1107/S2052520616003954 .
- R.L. Shriner; C.K.F. Hermann; T.C. Morrill; D.Y. Curtin & R.C. Fuson John (1997). The Systematic Identification of Organic Compounds. Wiley & Sons. ISBN 978-0-471-59748-3.
- Richard F. & Daley, Sally J. Organic Chemistry, Online organic chemistry textbook.
- Roberts, John D.; Caserio, Marjorie C. (1964). Basic Principles of Organic Chemistry. W. A. Benjamin, Inc.
- Bains, W. (1987). Genetic Engineering For Almost Everybody: What Does It Do? What Will It Do?. Penguin. стр. 99. ISBN 978-0-14-013501-5.
- Springham, D.; Springham, G.; Moses, V.; Cape, R. E. (1999). Biotechnology: The Science and the Business. CRC Press. стр. 1. ISBN 978-90-5702-407-8.
- Thieman, W. J.; Palladino, M. A. (2008). Introduction to Biotechnology. Pearson/Benjamin Cummings. ISBN 978-0-321-49145-9.
- Friedman, Yali (2008). Building Biotechnology: Starting, Managing, and Understanding Biotechnology Companies. Washington, DC: Logos Press. ISBN 978-0-9734676-3-5. Архивирано из оригинала 28. 11. 2002. г. Приступљено 02. 03. 2021.
- Oliver, Richard W. (2000). The Coming Biotech Age. ISBN 978-0-07-135020-4.
- Powell, Walter W.; White, Douglas R.; Koput, Kenneth W.; Owen-Smith, Jason (2005). „Network Dynamics and Field Evolution: The Growth of Interorganizational Collaboration in the Life Sciences”. American Journal of Sociology. 110 (4): 1132—1205. doi:10.1086/421508. Viviana Zelizer Best Paper in Economic Sociology Award (2005–2006), American Sociological Association.
- Rasmussen, Nicolas (2014). Gene Jockeys: Life Science and the rise of Biotech Enterprise. Baltimore, MD: Johns Hopkins University Press..
- Zaid, F.; H.G. Hughes; Porceddu; Nicholas (2001). Glossary of Biotechnology for Food and Agriculture — A Revised and Augmented Edition of the Glossary of Biotechnology and Genetic Engineering. Available in English, French, Spanish, Chinese, Arabic, Russian, Polish, Serbian, Vietnamese and Kazakh. Rome: FAO. ISBN 978-92-5-104683-8. Архивирано из оригинала 26. 10. 2007. г. Приступљено 01. 06. 2017.